# 阿克薩烈士旅
阿克薩烈士旅（羅馬化：Katā'ib Shuhadā' al-'Aqṣā）是约旦河西岸的巴勒斯坦武装团体。該組織於2000年阿克萨群众起义之初成立，並曾多次策劃針對以色列的自杀式袭击，已被以色列、美國、加拿大、日本、新西兰、歐盟认定为恐怖組織。

## 组织与历史
阿克薩烈士旅成立于阿克萨群众起义之初，是一些巴勒斯坦武装团体的总称，其中大多数独立运作，既没有中央领导层，也没有既定的结构等级制度。
阿克薩烈士旅的领导层和普通成员都将自己视为法塔赫的军事部门，其网站和海报上均张贴法塔赫徽章。但法塔赫的领导层表示，他们从未决定成立该旅，也从未决定让它们成为法塔赫的军事部门。例如，法塔赫革命委员会成员贾迈勒·哈维尔在接受采访时表示，阿克薩烈士旅不是一个由军事指挥官领导的等级组织，也从来没有像其他巴勒斯坦组织的军事部门那样的组织结构。他补充说，由于法塔赫从未正式决定建立阿克萨烈士旅，并且法塔赫的章程中也没有提及该旅，因此不可能讨论其解散。法塔赫也一直避免正式提及该旅，其声明和网站不包含任何对该旅的提及。
据报道，自2002年以来，法塔赫的一些领导人一直试图让该旅停止袭击平民。

## 政治主張
雖然阿克薩烈士旅使用武力，但它能夠容忍和以色列共存，這一點與哈馬斯、傑哈德等激進組織有很大分別。其领导人表示，如果以色列能接受巴勒斯坦提出的条件，他们愿意与以色列实现和平。这些条件包括：以色列撤离1967年六日戰爭中所占领的所有巴勒斯坦领土；拆除犹太定居点；释放所有囚禁的巴勒斯坦人；让逃离在海外的巴勒斯坦难民拥有“回归权”。他们不反对成立一个以東耶路撒冷为首都的阿拉伯人國家和一个以西耶路撒冷为首都的猶太人國家的政治方案。